# José Carlos de Lima
José Carlos de Lima (Paraná, 23 de fevereiro de 1955 — , 30 de janeiro de 1988) foi um ciclista brasileiro.
Era ciclista membro da equipe Caloi quando representou o Brasil nos Olimpíadas de Moscou, em 1980, e participou das provas 4 x 4.000 metros e estrada individual.
Morreu em um acidente de carro.